# Katy Keene
Katy Keene – amerykański serial (komediodramat, musical) wyprodukowany przez Berlanti Productions, Archie Comics, Warner Bros. Television oraz CBS Television Studios, który jest spin-offem Riverdale. Został stworzony przez Roberto Aguirre-Sacasa i Michaela Grassi na podstawie komiksów Archie Comics. Serial był emitowany od 6 lutego 2020 do 14 maja 2020 roku przez The CW.

## Fabuła
Serial opowiada o Katy Keene, która pracuje w ekskluzywnym sklepie z drogimi ciuchami. Dziewczyna marzy o karierze projektantki, po nocach szyje sama swoje kreacje.

## Obsada

### Główna
- Lucy Hale jako Katy Keene[2]
- Ashleigh Murray jako Josie McCoy[3]
- Katherine LaNasa jako Gloria Grandbilt[4]
- Julia Chan jako Pepper Smith[5]
- Jonny Beauchamp jako Jorge / Ginger Lopez[5]
- Lucien Laviscount jako Alexander "Alex" Cabot[6]
- Zane Holtz jako K.O. Kelly[4]
- Camille Hyde jako Alexandra "Xandra" Cabot[6]

### Role drugoplanowe
- Nathan Lee Graham jako François
- Heléne Yorke jako Amanda
- Daphne Rubin-Vega jako Luisa Lopez
- Saamer Usmani jako Prince Errol Swoon
- André De Shields jako Chubby
- Erica Pappas jako Patricia Klein
- Ryan Faucett jako Bernardo
- Frank Pando jako Luis Lopez
- Candace Maxwell jako Didi
- Abubakr Ali jako Raj Patel
- Luke Cook jako Guy LaMontagne
- Bernadette Peters jako Miss Freesia
- Eric Freeman jako Buzz Brown
- Mary Beth Peil jako Loretta Lacy
- Azriel Crews jako Cricket
- Emily Rafala jako Trula Twyst:

## Odcinki
| #  | Tytuł                                               | Reżyseria               | Scenariusz                              | Premiera w CW    | Premiera w Polsce |
| -- | --------------------------------------------------- | ----------------------- | --------------------------------------- | ---------------- | ----------------- |
| 1  | Chapter One: Once Upon a Time in New York           | Maggie Kiley            | Roberto Aguirre-Sacasa & Michael Grassi | 6 lutego 2020    |                   |
| 2  | Chapter Two: You Can't Hurry Love                   | Steven A. Adelson       | Michael Grassi                          | 13 lutego 2020   |                   |
| 3  | Chapter Three: What Becomes of the Broken Hearted   | Harry Jierjian          | Shauna McGarry                          | 20 lutego 2020   |                   |
| 4  | Chapter Four: Here Comes the Sun                    | Pamela Romanowsky       | Alina Mankin                            | 27 lutego 2020   |                   |
| 5  | Chapter Five: Song for a Winter's Night             | Ryan Shiraki            | Leo Richardson                          | 5 marca 2020     |                   |
| 6  | Chapter Six: Mama Said                              | Charles Randolph-Wright | Davia Carter                            | 12 marca 2020    |                   |
| 7  | Chapter Seven: Kiss of the Spider Woman             | Gregory Smith           | Roberto Aguirre-Sacasa                  | 19 marca 2020    |                   |
| 8  | Chapter Eight: It's Alright, Ma (I'm Only Bleeding) | Jessica Lowrey          | Will Ewing                              | 26 marca 2020    |                   |
| 9  | Chapter Nine: Wishin' & a Hopin'                    | Pamela Romanowsky       | Mia Katherine Iverson                   | 16 kwietnia 2020 |                   |
| 10 | Chapter Ten: Gloria                                 | Alex Pillai             | Michael Grassi & Neil McNeil            | 23 kwietnia 2020 |                   |
| 11 | Chapter Eleven: Who Can I Turn To?                  | Lea Thompson            | Sara Saedi                              | 30 kwietnia 2020 |                   |
| 12 | Chapter Twelve: Chain of Fools                      | Steven A. Adelson       | Evelyn Yves                             | 7 maja 2020      |                   |
| 13 | Chapter Thirteen: Come Together                     | Maggie Kiley            | Roberto Aguirre-Sacasa & Michael Grassi | 14 maja 2020     |                   |

## Produkcja
W lutym 2019 roku poinformowano, że Ashleigh Murray, Jonny Beauchamp, Julia Chan, Camille Hyde oraz Lucien Laviscount dołączyli do obsady serialu. W kolejnym miesiącu ogłoszono, że tytułową rolę otrzymała Lucy Hale. Pod koniec marca 2019 roku poinformowano, że Zane Holtz i Katherine LaNasa zagrają w serialu. 7 maja 2019 roku stacja The CW zamówiła serial na sezon telewizyjny na sezon 2019/2020.
3 lipca 2020 roku stacja ogłosiła anulowanie serialu po jednym sezonie.